# Ana Ibáñez (modelo)
Ana Lorena Ibáñez Carles (Penonomé, 12 de septiembre de 1986) es una modelo panameña y reina de concurso de belleza ganadora del Miss Panamá 2012 donde obtuvo el título de Miss Tierra Panamá 2012 para el Miss Tierra 2012.

## Carrera de modelaje
Nacida en Penonomé, Carles Ibáñez es una modelo que comenzó su carrera con la participación de Chico y Chica Modelo, es también hermana de la primera finalista del concurso  2004 Señorita Panamá Ana Isabel Ibáñez Carles. Es licenciada en Administración de Empresas con énfasis en el grado de comercialización de la Universidad Latina de Panamá.

## Miss Panamá 2012
Ibáñez mide 1,74 m (5 pies 9 pulgadas) de altura, y compitió en el concurso nacional de belleza Miss Panamá 2012, obtuvo el título de Miss Tierra Panamá. Ella representó a la Provincia de Coclé.

## Miss Tierra 2012
Representó a Panamá en el concurso Miss Tierra 2012, que se celebrara en Indonesia en diciembre de 2012.

## Reina Hispanoamericana 2012
Representó a Panamá en el concurso Reina Hispanoamericana, se celebró el 25 de octubre de 2012 en Santa Cruz de la Sierra (Bolivia). Quedó como 4.ª finalista y obtuvo el premio al mejor traje típico en el Reina Hispanoamericana 2012.